# Gabriel Hafner
Gabriel Hafner, né le 25 août 1969, est un ingénieur du son et  mixeur de cinéma suisse. 

## Filmographie partielle
- 1999 : Les Infortunes de la beauté de John Lvoff
- 1999 : La vie ne me fait pas peur de Noémie Lvovsky
- 2001 : Éloge de l'amour de Jean-Luc Godard
- 2002 : Fleurs de sang d'Alain Tanner
- 2003 : Les Corps impatients de Xavier Giannoli
- 2004 : Notre musique de Jean-Luc Godard
- 2004 : Les Choristes de Christophe Barratier
- 2005 : Une aventure de Xavier Giannoli
- 2006 : Quand j'étais chanteur de Xavier Giannoli
- 2006 : Cannabis de Niklaus Hilber
- 2008 : Les Murs porteurs de Cyril Gelblat
- 2009 : Un soir au club de Jean Achache
- 2009 : À l'origine de Xavier Giannoli
- 2010 : Film Socialisme de Jean-Luc Godard
- 2010 : Insoupçonnable de Gabriel Le Bomin
- 2011 : Carré blanc de Jean-Baptiste Leonetti
- 2011 : Au fond des bois de Benoît Jacquot
- 2012 : Superstar de Xavier Giannoli
- 2013 : Cyanure de Séverine Cornamusaz
- 2014 : Deux jours avec mon père d'Anne Gonthier
- 2014 : Les Rayures du zèbre de Benoît Mariage
- 2015 : Marguerite de Xavier Giannoli
- 2015 : Amnesia de Barbet Schroeder
- 2016 :  Le Bois dont les rêves sont faits de Claire Simon

## Récompenses
- 2004 : Lutin du meilleur son pour le court métrage Le Pays des ours de Jean-Baptiste Leonetti[1]
- 2007 : César du meilleur son (avec François Musy) pour Quand j'étais chanteur[2]
- 2016 : César du meilleur son (avec François Musy) pour Marguerite[2]